# Богомяков, Владимир Геннадиевич
Влади́мир Генна́дьевич Богомя́ков (род. 29 января 1955 год, Ленинск-Кузнецкий) — российский поэт и политолог, доктор философских наук.

## Биография
Сын первого секретаря Тюменского областного комитета КПСС Геннадия Богомякова. Окончил исторический факультет Тюменского университета. Доктор философских наук (2000, диссертация «Сокровенное как горизонт человеческого бытия»). В 2000—2008 годах заведовал кафедрой политологии Тюменского университета. С 2008 года — профессор кафедры.
Опубликовал книги стихов:
- 1992 — «Книга грусти русско-азиатских песен Владимира Богомякова» М.: Guzelizdat [2] (по ней выпущен диск песен группой «Центральный гастроном»)
- 2003 — «Песни и танцы онтологического пигмея» М.: Парад [3]
- 2007 — «Новые западно-сибирские песни» М.: Ракета [4]
- 2010 — «Я запущу вас в небеса (триста стихов с удивительными комментариями)» (издательство «Русская неделя») [5]
- 2012 — «Стихи, которые выбрал механический барсук» (издательство "П.П.Ш.", Тюмень)[6]
- 2014 — «Стихи в дни Спиридонова поворота» (издательство «АРГО-РИСК») [7]
- 2015 — «Дорога на Ирбит» (издательство Грифон) Книга стихов  с графикой Александры Сашневой [8]
- 2017 — «У каждой деревни своя луна» (издательство Ailuros Publishing, Нью-Йорк) [9]
- 2019 — «Извините, пельменей нет» (издательство "Ваш формат") совместно с Александрой Сашневой [10]
- 2019 — «Батюшка еж» (издательство "Ваш формат") совместно с Александрой Сашневой [11]
- 2021 — «Ловля сумеречных тварей» Новосибирск, Серия "СНЕГ". Концепт - Антон Метельков, тексты - Владимир Богомяков, фотографии -  В.Ковалевич [12]
- 2023 — «Грузди с морозными звёздами» издательство Красный матрос [13]

Автор романов «Котик Ползаев»  (М.: Немиров, 2009) и «По накату»  (Тюмень; М.: П.П.Ш., Немиров, 2010), совместно с А.Сафоновым, К.Росляковым, Т.Сайфуллиным и М.Бакулиным соавтор книги "Тюмень-Тобольск: панк-мобиль" (2018, издательство «Русская неделя»)
Публиковался в газетах «Завтра» и «Лимонка»  журналах и альманахах «Мулета», «Знамя» , «Новый мир», «Воздух», «Невидимки», «Новая кожа» , «Новое Литературное Обозрение», альманахе сибирской поэзии «Между», Новосибирском поэтический журнале Речпорт, американском поэтическом журнале «Drunken Boat» ,  двуязычном литературном журнале «EastWest Literary Forum», в сетевых журналах «Артикуляция» , «Двоеточие» , «Формаслов» , «ЛИTERRAТУРА», «Топос» , главным редактором которого являлся с декабря 2001 года по июнь 2004 года.

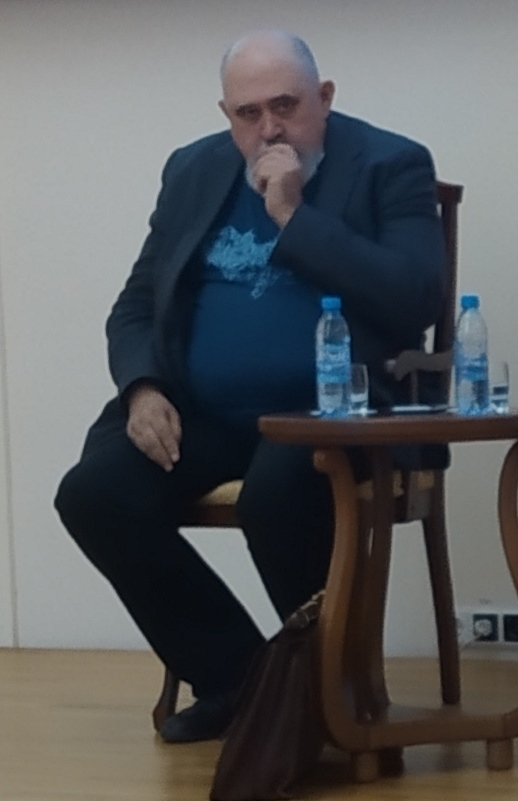
Поэт и философ Владимир Богомяков на литературном вечере в Екатеринбурге, 17.11.2009.

Участвовал в антологиях и сборниках: 
- «Времена в которые верю». Стихи. Свердловск, Средне-Уральское книжное издательство 1989

- «Нестоличная литература». Поэзия и проза регионов России. - М.: Новое литературное обозрение, 2001
- «Русские стихи 1950—2000 годов. Том 2» М.: Летний сад 2010
- «Современная уральская поэзия». Т. 3 (2004-2011 гг.). - Челябинск: Десять тысяч слов, 2011 [27]
- «Антология Григорьевской премии». Вып. 2. - 2011
- «Поэтический путеводитель по городам Культурного альянса» (Пермь, 2012)
- «Антология Григорьевской премии». Вып. 3. - 2012
- «Русские дети: 48 рассказов о детях» Азбука, Азбука-Аттикус, 2013
- «Антология Григорьевской премии». Вып. 4. - 2013
- «Русские женщины: 47 рассказов о женщинах» М.: Азбука, 2014
- «Я-тишина. Слепоглухота в текстах современных авторов: антология». Ред.-сост. В.Коркунов. – М. : UGAR, 2021.

В 1993 году участвовал в записи альбома «Флаг» тюменской группы «Последний патрон», прочитав на нем 7 стихов, альбом полностью перезаписан и издан в 1997 году , переиздан на CD в 2015. По мотивам ряда стихов В.Богомякова написаны песни группы Инструкция по выживанию (альбомы Rex и Слава любви). В 2005 году в издательстве «GIF» вышел аудиодиск ОсумБез с авторскими чтениями стихов В.Богомякова, В.Емелина, В.Нескажу (Брунов), К.Крылова, М.Немирова, А.Родионова.
В 2012 году вошёл в топ-10 тюменских блогеров (5-е место) по версии интернет-издания «Вслух.ру».
Лауреат Григорьевской премии 2018г. 
С 2020 года консультант и участник (автор словарных статей) проекта «Словарь культуры XXI века».